# Irene von Chavanne
Pour les articles homonymes, voir Chavannes.
Irene von Chavanne (née le 16 avril 1863 à Graz et morte le 26 décembre 1938 à Dresde) est une cantatrice alto autrichienne.
À l’origine elle comptait devenir pianiste mais son professeur de piano, W. A. Rémy (de), ayant remarqué les qualités de sa voix, lui conseilla d’étudier le chant, ce qu’elle put faire grâce au soutien financier de l’impératrice Élisabeth d’Autriche. Elle commença ses études de chant auprès de Johannes Ress – au conservatoire de Vienne, puis à Paris auprès de Désirée Artôt de Padilla et enfin à Dresde où elle fut l’élève de Mme Paschalis-Souvestre. C’est à l'Opéra royal de Dresde qu’elle fit ses débuts, en 1885, en interprétant le rôle d’Orsini dans Lucrezia Borgia de Donizetti, et elle devait lui être fidèle tout le temps de sa carrière.
C’est elle qui interprétait le rôle d'Hérodiade le 9 décembre 1905 lors de la création de Salomé de Richard Strauss. Le 21 novembre 1901 elle avait déjà participé à la première de Feuersnot, autre opéra de Richard Strauss.
Autres rôles : Adriano (Rienzi), Amneris (Aida), Fides (Le prophète), Azucena (Il trovatore), Dalila (Samson et Dalila).
Elle est enterrée au Vieux cimetière catholique de Dresde.

## Sources
- (de) Cet article est partiellement ou en totalité issu de l’article de Wikipédia en allemand intitulé « Irene von Chavanne » (voir la liste des auteurs).
- Irene von Chavanne